# E55 (Danmark)
E55 går som motorväg i Danmark mellan Helsingör via Köpenhamn till trafikplats 44 vid Nykøbing Falster. Sträckan mellan Helsingör och Nykøbing delas med E47. Vägen används av många svenskar som ska vidare ut i Europa. Många kommer med E4 eller E6 och tar färjan till Danmark i Helsingborg och kör sedan på E55 till Gedser och färjan till Rostock i Tyskland. Många tar Öresundsbron, efter dess tillkomst 2000, men många fortsätter ändå ta färjan, vilket är 40 km kortare 
Motorvägen börjar strax utanför Helsingör och fortsätter sedan ner mot Köpenhamn. Den går runt staden på en av dess motorvägsringar innan den ansluter till E20 vid Brøndby Strand. Tillsammans går sedan E20, E47 och E55 på den enda trefiliga delen av motorvägen fram till Køge där E20 sedan fortsätter själv mot Stora Bältbron. E47 och E55 går sedan söderut på Själland mot Vordingborg. Öster om staden ligger Farö-bron till Falster. På Falster fortsätter motorvägen till norr om Nykøbing. Här skiljs E55 från E47 och går vidare som landsväg till Gedser på Falsters sydligaste spets. Vägen går igenom Nykøbings centrum och planer finns på en förbifart öster om staden för att på så vis underlätta för trafik på väg till och från färjeläget i Gedser. Längden på E55 i Danmark (Helsingör färjeläge - Gedser färjeläge) är 192 km.
Från 2010-talet har man valt att för sträckan från Køge (E20-anslutningen söder om Köpenhamn) till Helsingör inte skylta E55 i norrgående riktning, endast E47, och att endast skylta E55 indirekt (streckad ram) i södergående riktning. Detta för att undvika dubbla eller tredubbla nummer och med tanke på att det sedan 1992 inte finns planer på att förlänga E55 norrut.